# ريغي والكر
ريغي والكر (بالإنجليزية: Reggie Walker)‏ هو منافس ألعاب قوى جنوب أفريقي، ولد في 16 مارس 1889 في ديربان في جنوب أفريقيا، وتوفي بنفس المكان في 5 نوفمبر 1951.

## وصلات خارجية
- ريغي والكر على موقع اللجنة الأولمبية الدولية (الإنجليزية)
- ريغي والكر على موقع أوليمبيديا (الإنجليزية)